# 聖瑪利亞比西塔西翁
聖瑪利亞比西塔西翁（西班牙語：Santa María Visitación），是危地馬拉的城鎮，位於該國西南部，由索洛拉省負責管轄，面積12平方公里，海拔高度2,000米，2002年人口1,919，人口密度每平方公里159.92人。
14°43′N 91°19′W / 14.717°N 91.317°W